# Delias gilliardi
Delias gilliardi är en fjärilsart som beskrevs av Sanford och Bennett 1955. Delias gilliardi ingår i släktet Delias och familjen vitfjärilar. Inga underarter finns listade i Catalogue of Life.